# Royesville
Royesville är ett township i Liberia. Det ligger i Montserrado County, i den västra delen av landet, 29 km nordväst om huvudstaden Monrovia.